# Bleach (filme)
Bleach (japonês: ブリーチ, Hepburn: Burīchi, também conhecido como Bleach: The Soul Reaper Agent Arc) é um filme japonês produzido pela Warner Bros., baseado na série de mangá de mesmo nome de Tite Kubo, e dirigido por Shinsuke Sato. O ator Sōta Fukushi é o protagonista, Ichigo Kurosaki. O filme foi lançado no Japão em 20 de julho de 2018. 65/5000
O filme teve sua estreia na América do Norte em 23 de julho de 2018 no Fantasia International Film Festival em Montreal. O filme foi lançado no Netflix em 14 de setembro de 2018.

## Sinopse
Ichigo Kurosaki é um adolescente da cidade de Karakura que pode ver fantasmas, um talento que lhe permite conhecer Rukia Kuchiki, uma Ceifadora de Almas cuja missão é levar as almas dos mortos do Mundo dos Vivos para a Soul Society enquanto luta contra Hollows, monstruosas almas perdidas que podem prejudicar tanto os fantasmas quanto os humanos. Quando Rukia está gravemente ferida defendendo Ichigo e sua família de um Hollow que ela está perseguindo, ela transfere seus poderes para Ichigo para que ele possa lutar em seu lugar, enquanto ela recupera sua força. Mas Ichigo encontra-se em uma luta além da imaginação, enquanto ele enfrenta ao mesmo tempo dois Ceifadores de Almas enviados para recuperar Rukia contra sua vontade e o monstruoso Hollow conhecido como Grand Fisher.

## Elenco
- Sota Fukushi como Ichigo Kurosaki, um estudante do ensino médio que se torna um Ceifador de Almas após receber poderes de uma Ceifadora de Almas ferida.[6]
- Hana Sugisaki como Rukia Kuchiki, uma Ceifadora de Almas que é forçada a perder seus poderes depois de ser ferida enquanto caçava o Hollow, Fishbone D.[9]
- Erina Mano como Orihime Inoue, colega de classe de Ichigo.[10]
- Ryo Yoshizawa como Uryū Ishida, um Quincy e colega de classe de Ichigo.[11]
- Yu Koyanagi como Yasutora "Chad" Sado, colega de classe de Ichigo.[10]
- Taichi Saotome como Renji Abarai, um Ceifador de Almas que é enviado para recuperar Rukia.[11]
- Miyavi como Byakuya Kuchiki, um Ceifador de Almas que é irmão de Rukia e um Capitão dos Ceifadores de Almas.[11]
- Seiichi Tanabe como Kisuke Urahara, o misterioso dono do Urahara Shop.[10]
- Yōsuke Eguchi como Isshin Kurosaki, pai de Ichigo.[10]
- Masami Nagasawa como Masaki Kurosaki, mãe de Ichigo que foi morta anos antes pelo Hollow, Grand Fisher.[10]

## Produção

### Desenvolvimento
Em 2008, Tite Kubo afirmou que ele queria fazer do Bleach uma experiência que só poderia ser encontrada lendo mangá, descartando qualquer  ideias de criar uma adaptação de filme live-action da série. Quando a adaptação cinematográfica foi anunciada, no entanto, Kubo decidiu se envolver com sua produção para garantir sua fidelidade ao mangá e anime, para que tanto os antigos quanto os novos fãs possam gostar. Ele também afirmou que sua única preocupação era a cor do cabelo de Ichigo, que no mangá e anime é um tom brilhante de laranja. Ele disse, "Se essa cor estiver no filme live-action, seria estranho, então eu me pergunto o que eles vão fazer!". Quanto ao que os fãs poderiam esperar na adaptação live-action, Sota Fukushi, que interpretou Ichigo, afirmou que o filme apresentaria os monstruosas Hollows, a sobrenatural Soul Society e técnicas destrutivas de combate a espadas de Zanpakuto.
A 10.ª edição da revista Weekly Shōnen Jump, de 2018, divulgou o visual de Rukia Kuchiki, revelando que Hana Sugisaki irá interpretar a personagem. Em março de 2018, a conta oficial do filme no Twitter revelou que Uryū Ishida, Renji Abarai e Byakuya Kuchiki serão interpretados por Ryo Yoshizawa, Taichi Saotome e Miyavi, respectivamente. Em maio de 2018, a conta oficial do filme revelou um elenco adicional que incluiu Erina Mano, Yu Koyanagi, Seiichi Tanabe, Yosuke Eguchi e Masami Nagasawa, que interpreta Orihime Inoue, Yasutora "Chad" Sado, Kisuke Urahara, Isshin Kurosaki e Masaki Kurosaki, respectivamente.

## Lançamento

### Marketing
Depois meses de especulação de fãs e críticos, unindo com meses de silêncio da Warner Bros. Japão, um teaser foi lançado on-line em 6 de julho de 2017, revelando também um pôster para o filme no processo. Em 1.º de janeiro de 2018, para aumentar o hype do lançamento do filme no verão de 2018, para comemorar o início do novo ano e agradecer o apoio dos fãs do anime e do projeto do filme, uma pequena mensagem foi compartilhada através da conta oficial do filme no Twitter.
Em 5 de fevereiro de 2018, foi revelado que o filme estrearia em 20 de julho de 2018 no Japão. Um teaser foi lançado em 21 de fevereiro de 2018, que foi elogiado por sua fiel adaptação do primeiro capítulo da série. Em abril de 2018, o primeiro trailer oficial foi lançado, que também revelou o tema do filme de Alexandros, intitulado "Mosquito Bite". Em junho de 2018, a Warner Bros. Japão lançou o trailer final do filme, que confirmou que o principal antagonista do filme é o Hollow Grand Fisher.

### Mídia doméstica
Bleach foi lançado no Netflix em 14 de setembro de 2018.

## Recepção

### Bilheteria
Em 7 de agosto de 2018, Bleach arrecadou ¥ 448 895 200 (US$ 4 001 919) no Japão. O filme abriu em quarto em seu fim de semana de estreia e arrecadaram 135 milhões de ienes de sexta a domingo. No segundo fim de semana, caiu para o 5.º lugar e arrecadou um adicional de ¥ 64 199 600. No terceiro fim de semana, Bleach caiu do top 10 e arrecadou ¥ 23 459 400.

### Recepção da crítica
A página de agregadores de críticas Rotten Tomatoes coletou 4 resenhas para o filme. Justine Smith, do SciFiNow, fez uma análise positiva com um consenso de que "Embora claramente feito para uma fanbase dedicada, ao contrário de algumas adaptações de live-action de animes mais recentes, um dos maiores recursos de Bleach é o quão coesa descreve sua mitologia para os não iniciados." Além disso, Mark Schilling analisou o filme para o The Japan Times e deu-lhe uma classificação de 3 estrelas. Ele concluiu que o filme segue fielmente a mitologia do material de origem para os fãs dedicados, mas também simplifica para os espectadores casuais entenderem.
Por outro lado, Rob Hunter da Film School Rejects criticou a narrativa da história, especialmente quando a protagonista feminina, Rukia interpretada por Hana Sugisaki, teve que ser reduzida a um personagem de apoio para o personagem principal masculino, Ichigo interpretado por Sota Fukushi. Ele elogiou ainda mais as performances de Sugisaki e lamentou o fato de que a atriz recebeu materiais mais fracos para o filme.